# Abate Luigi
Abate Luigi (romanesco: Abbate Luiggi) är en skulptur vid basilikan Sant'Andrea della Valle vid Piazza Vidoni i Rione Sant'Eustachio i Rom. Tillsammans med Pasquino, Marforio, Madama Lucrezia, Il Facchino och Il Babuino utgör Abate Luigi Roms talande statyer. 

## Beskrivning
Skulpturen, som härstammar från senantiken, avbildar en man iförd toga, förmodligen en domare. Namnet Abate Luigi kommer från en präst i den närbelägna kyrkan Santissimo Sudario dei Piemontesi.
I likhet med Pasquino, Marforio, Madama Lucrezia, Il Facchino och Il Babuino fästes tidigare satiriska och smädande texter på Abate Luigi; dessa texter häcklade de romerska myndigheterna och påven. På piedestalen står följande inskription:

FUI DELL'ANTICA ROMA UN CITTADINO
ORA ABATE LUIGI OGNUN MI CHIAMA
CONQUISTAI CON MARFORIO E CON PASQUINO
NELLE SATIRE URBANE ETERNA FAMA
EBBI OFFESE DISGRAZIE E SEPOLTURA
MA QUI VITA NOVELLA E ALFIN SICURA

Abate Luigi stod tidigare vid gränden med samma namn, Vicolo dell'Abate Luigi, men denna försvann i samband med anläggandet av Corso Vittorio Emanuele II under 1880-talet. Statyn flyttades därefter till olika platser, men har stått vid Piazza Vidoni sedan år 1924.

## Bilder
| - Närbild. - Piazza Vidoni med "Statua parlante" Abate Luigi på en karta från år 2021. |